# Jean Bein
Ne doit pas être confondu avec Jean de Beins.
Jean Bein, né le 17 avril 1789 à Goxwiller et mort le 25 mars 1857 à Paris, est un dessinateur et graveur d'histoire.

## Biographie
La famille de Jean Bein est originaire de Strasbourg. Il naît le 17 avril 1789 à Goxwiller, où son père et pasteur. En 1799, ce dernier ayant été nommé à l'église de Sainte-Aurélie à Strasbourg, le jeune Bein est placé au gymnase protestant de cette ville et s'y distingue par son aptitude et ses succès. Ses études littéraires achevées, il entre chez Guérin et étudie d'abord le dessin et la gravure ; il se rend ensuite à Paris, en 1812, pour arriver à une éducation artistique large et solide. Il fait, sous la direction de David, des études académiques sévères et complètes.
Lié en même temps d'amitié avec le miniaturiste Jean Guérin, le frère de son premier professeur, il s'essaye en ce genre mais il ne sait s'il se voue à la miniature où à la gravure. Cependant et malgré son succès dans la peinture, après maintes épreuves, il se décide pour la gravure.
Son burin exécute outre les grandes œuvres dont nous ne nommerons que les principales, un grand nombre de planches pour différentes publications illustrées, telles que les Galeries de Versailles, de Gavard ; la Bible ; les Œuvres de Molière, de Rousseau ; le Gil Blas, de Lesage, etc.. Parmi ses ouvrages, on distingue : Un buste d'Hérodote, 1816 ; La duchesse d'Angoulème quittant Bordeaux, d'après Desenne, 1817 ; Mariage de la Viege, d'après Van Loo, 1823 ; Apelle et Campaspe, grande vignette d'après Girodet, 1824 ; La Nymphe au bain, d'après Lancrenon, 1825 ; le portrait de Louis-Philippe pour l'exposition de 1835, qui lui vaut une médaille de seconde classe ; le portrait de Michel-Ange, 1836 ; Sainte Appolonie, de l'école du Pérugin, 1843 ; La Vierge au Palmier, d'après Raphael, 1853, La Vierge Nicolini, Vierge de Raphael, gravé d'après un dessin de Dutertre, 1847 ; le portrait de l'architecte parisien Baltard, beau-père de Bein, chef-d'œuvre de gravure qui à lui seul suffit pour assurer la renommée de l'artiste, 1851. La dernière gravure qui sort de son burin et qu'il laisse inachevée est la Bulle de savon, d'après Miéris.
Il meurt le 23 mars 1857.